# 根塚良
根塚 良（ねづか りょう、12月1日 - )は、日本の男性声優である。フリー。元ホーリーピーク所属。茨城県出身。

## 人物
- 趣味は自転車（ロードバイク）、カメラ[2]。
- 特技は水泳[2]。
- ララァという名前のミニチュアダックスフンドを飼っている。名前の由来は『機動戦士ガンダム』に登場するララァ・スンから。

## 出演
太字はメインキャラクター。

### テレビアニメ
- あまんちゅ!（2016年、生徒達、男子B）
- マジきゅんっ!ルネッサンス（2016年、男子生徒）
- 私がモテてどうすんだ（2016年、コミケスタッフ）

### ゲーム
2015年
- クロスサマナー
- PSYCHO-PASS サイコパス 選択なき幸福

2016年
- ゴットオブハイスクール【神スク】（石谷健太郎）
- デモンゲイズ2（ザブ）
- 陰陽おとぎソール（ベートーベン 他）

2017年
- 死印（八敷一男、大門修治）
- ファイトリーグ（鳶職人 建造、ファズ・ダブルストーム）

2018年
- メタルマックス ゼノ（タリス）

2021年
- ワールドフリッパー（鷹森セイジ）

2022年
- 死噛 〜シビトマギレ〜（八敷一男、大門修治）

### 吹き替え
- ハンティング・ナンバー1（2018年、ロビー）

### 音楽
- 「モザイク・スターズ」モザチュン 伏見勇利名義
- 「君へ繋がるメロディ」PROCYON名義
- 「Hi Fi FIVE!」モザチュン 伏見勇利名義

### 舞台
- ひだまりの樹　第17回朗読会（2016年9月17日、あかいくつ劇場）
- アイドルくの一忍法帖　−風魔四姉妹の逆襲−（2016年10月13日 - 16日、テアトルBONBON）

### その他
- ボイスドラマ「死印　青き終焉」（八敷一男、大門修治）